# El Término
El Término es una pequeña aldea situada en el término municipal de Torredelcampo, Jaén. Se encuentra a unos 7 km de Jaén, a unos 6 km de Torredelcampo y a unos 10 km de Fuerte del Rey. Forma parte de la Ruta arqueológica de los Torreones de la campiña de Jaén.

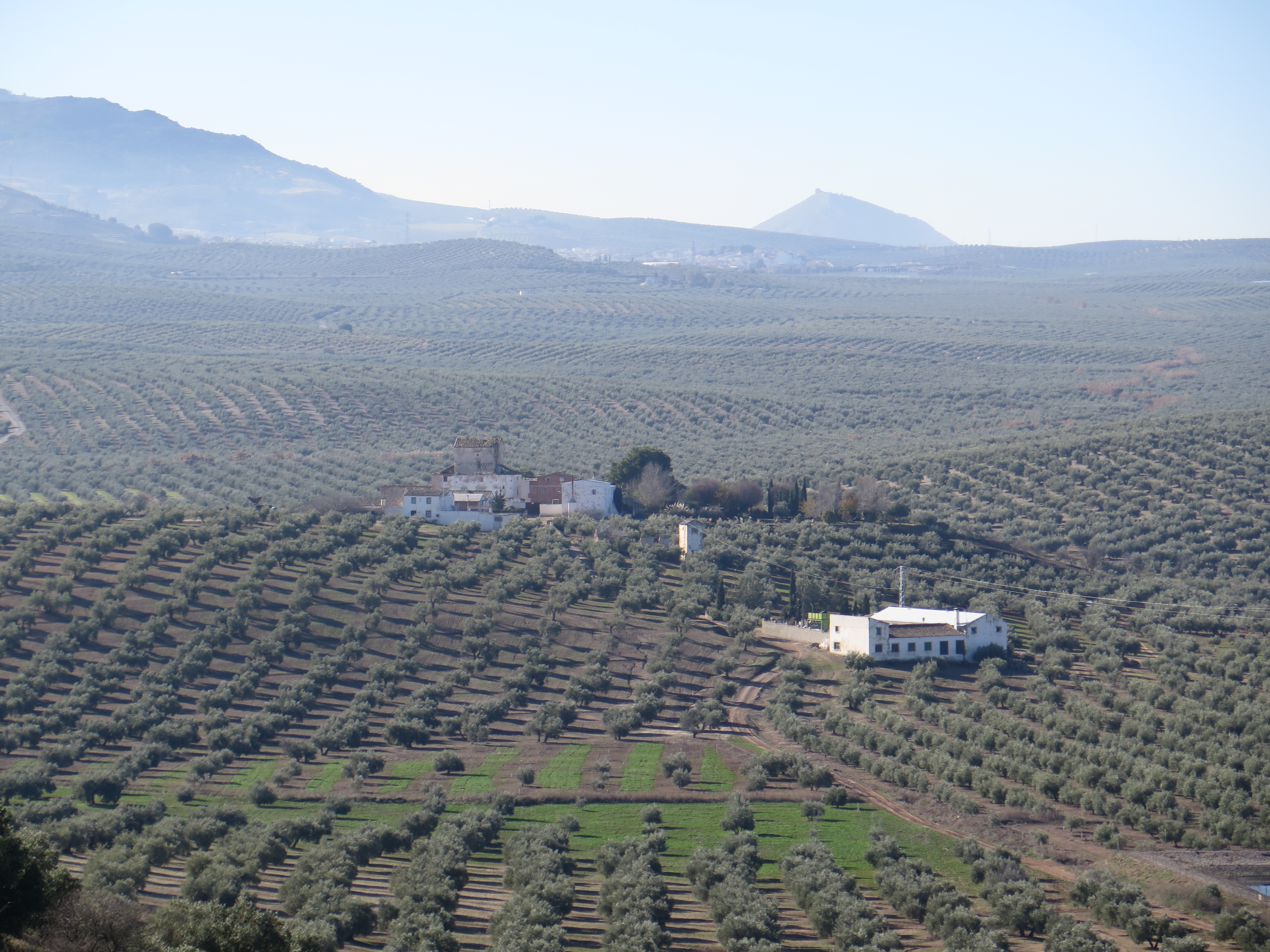
Vista lejana de El Término, con la Peña de Martos al fondo.

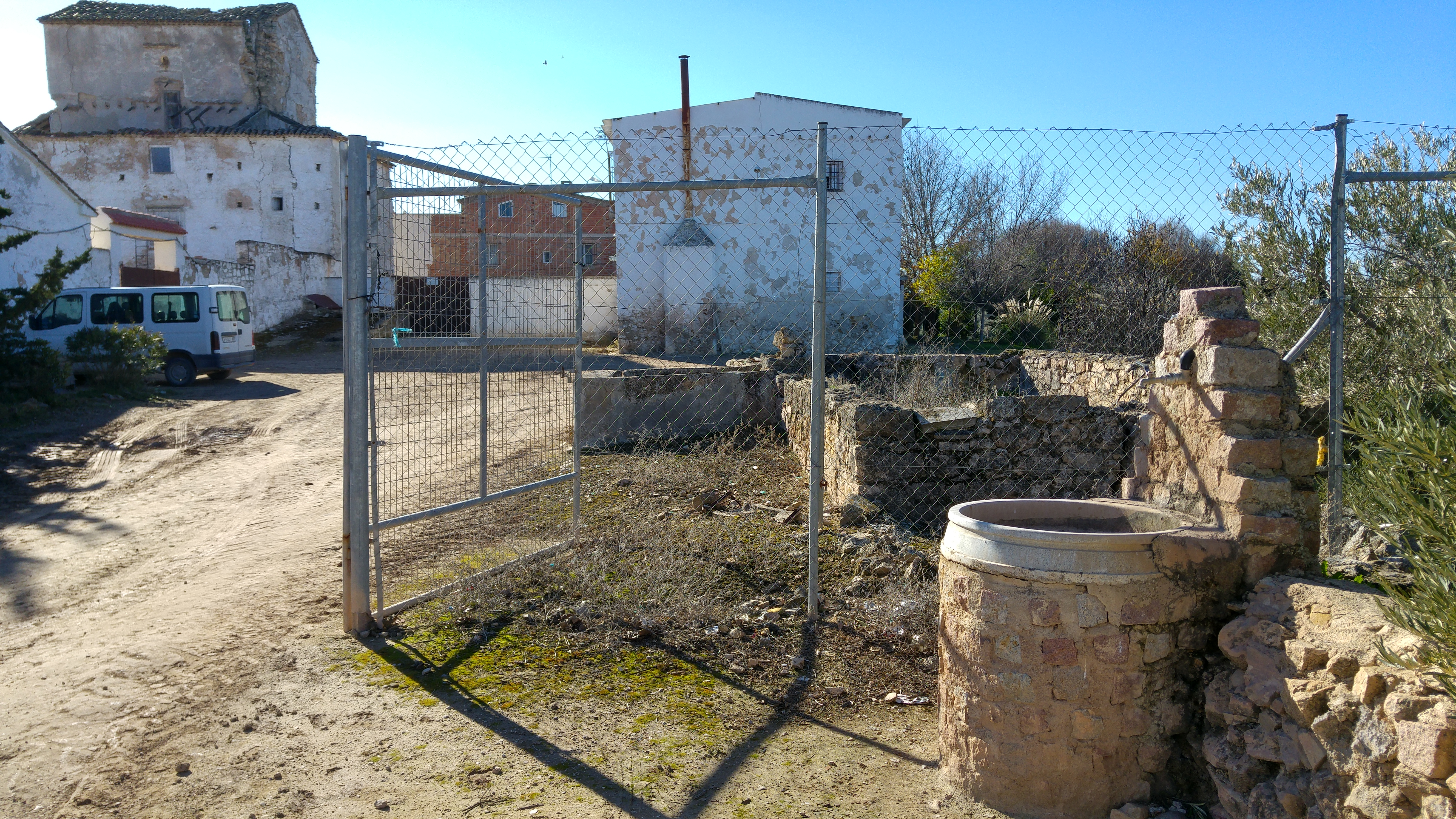
Fuente en la aldea que podría corresponderse con la citada en los Libros de las Dehesas de 1378.

## Fortificaciones y elementos constructivos
En esta cortijada se encuentra una elevada torre de época medieval de planta cuadrada, construida con elementos de mampostería y con alguna de sus caras enlucida. El edificio se encuentra hoy día sin habitar, con elevado peligro de ruina y derrumbamiento. Es de las torres medievales más imponentes dentro de la Ruta arqueológica de los Torreones.
En la parte Sur se pueden observar los restos de mampostería de una recinto amurallado, que de igual manera se está deteriorando con rapidez.
En la explanada de la cortijada o aldea existe una fuente compuesta por pilón frontal y abrevadero. Es muy posible que esta fuente fuera la misma que aparece mencionada en el Libro de las Dehesas de 1378, donde se delimitaban las heredades y dehesas boyales por parte de los regidores jiennenses:

[...] e despues hizieron Juan Sanches otro mojon en canto de vn çerrillo a ojo de la fuente del Escudo e hizieron otro mojon en la dicha fuente que dizen del Escudo e llega hasta el camino de Alcala [...]

## Historia
El topónimo "El Término" no es de origen medieval, sino posterior. Es por ello que en la documentación que se conserva esta aldea era identificada de otra manera. Eva María Alcázar Hernández propone su identificación con la que se denomina como la Torre de Lope Fernandes o Ferrandes. Se cita por primera vez de manera escrita en 1311.
En los Libros de las Dehesas de 1378, cuando los regidores jiennenses delimitan las heredades, aportan gran información sobre el entorno geográfico de El Término o Torre de Lope Fernandes. Por tanto, si la identificación es correcta, ya existía a principios del siglo XIV.
No se han realizado prospecciones arqueológicas en la aldea, por lo que no se puede afirmar que sea de origen islámico (Jaén fue conquistada por los castellanos en 1246). En los alrededores se han hallado cerámicas vidriadas de origen almohade, pero existe la posibilidad de que se trate de material de arrastre, por medio de los arroyos y acequias que existen en la zona.
Sobre su propiedad, se conoce a mitad del siglo XV pertenecía al rey Enrique IV, que lo donó al obispo D. Alonso Vázquez de Acuña en 1466. Veinte años después, el hijo de éste vende la heredad a Doña María Ponce de León, hija del marqués de Cádiz. Era ya conocida como la Torre del Obispo, lo que da idea de la inestabilidad del topónimo. En el documento de venta se relata lo siguiente:

que antaño era conocida como la Torre de Lope Fernández: una torre con su aposentamiento, casas, cortijo, y tierras de pan, montes, dehesa, pastos, aguas y edificios, [...] en término de Jaén, [...] por precio de 800.000 mrs.

## Protección
Se encuentra bajo el auspicio de la Declaración genérica del Decreto de 22 de abril de 1949, así como de la Ley 16/1985 sobre el Patrimonio Histórico Español.